# Patrimônio da Penha

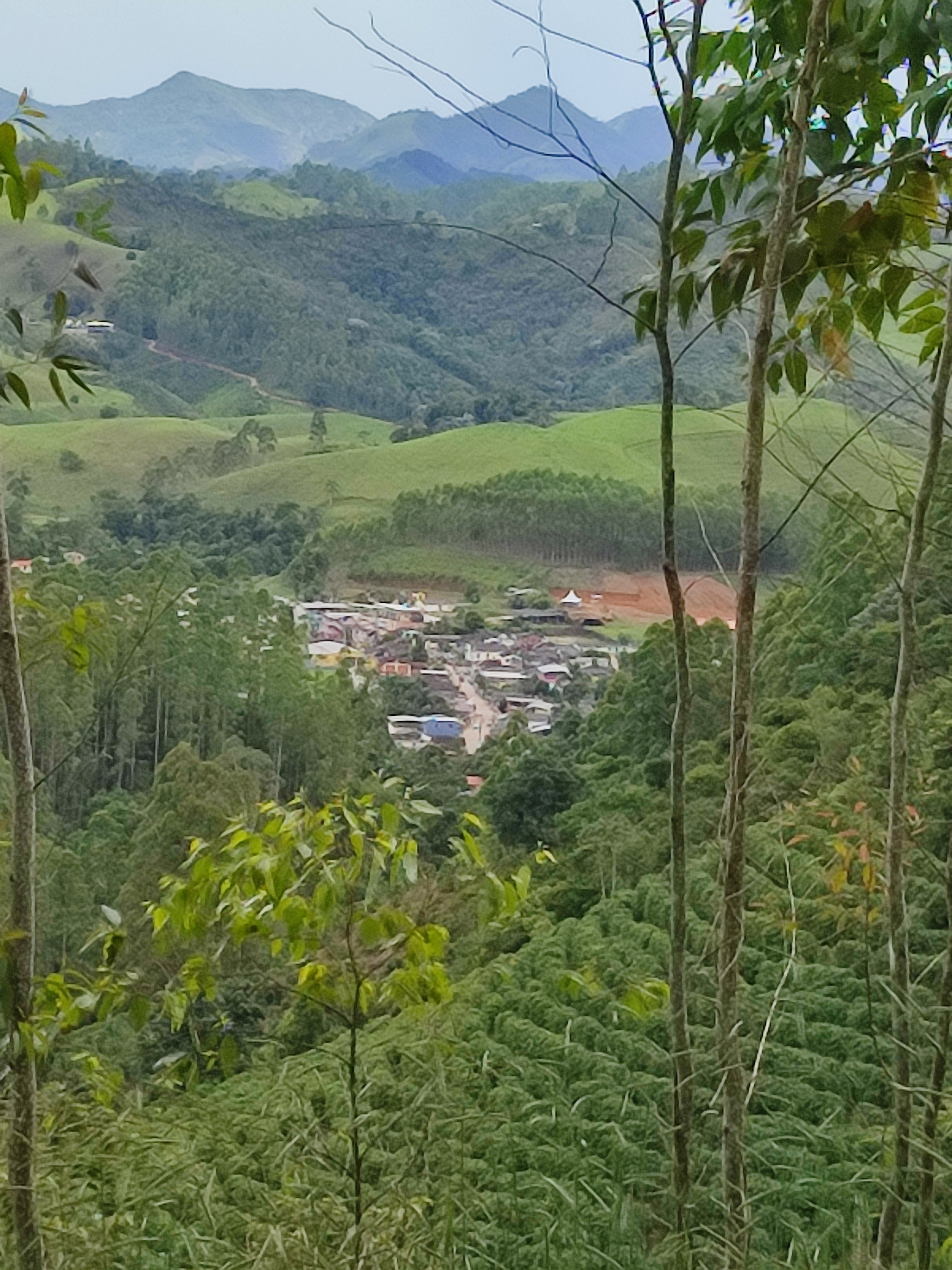

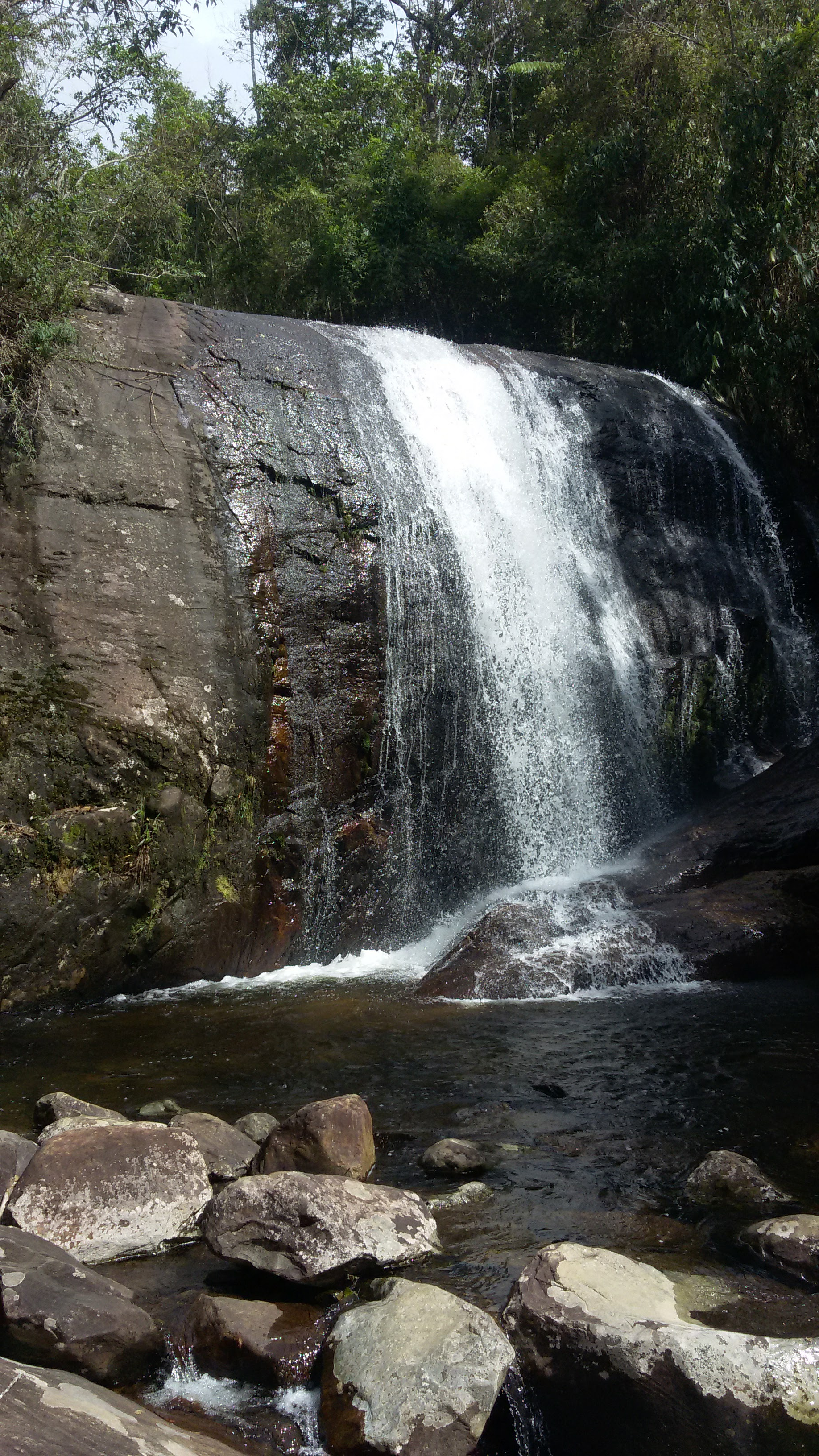
Cachoeira da Vó Tuti

## Patrimônio da Penha

### Localização
Localizada na zona de amortecimento do Parque Nacional do Caparaó, a cerca de 11 quilômetros da sede do município de Divino de São Lourenço e a 237 quilômetros de Vitória, capital do estado do Espírito Santo, Patrimônio da Penha é um distrito tranquilo, com forte vocação turística.  

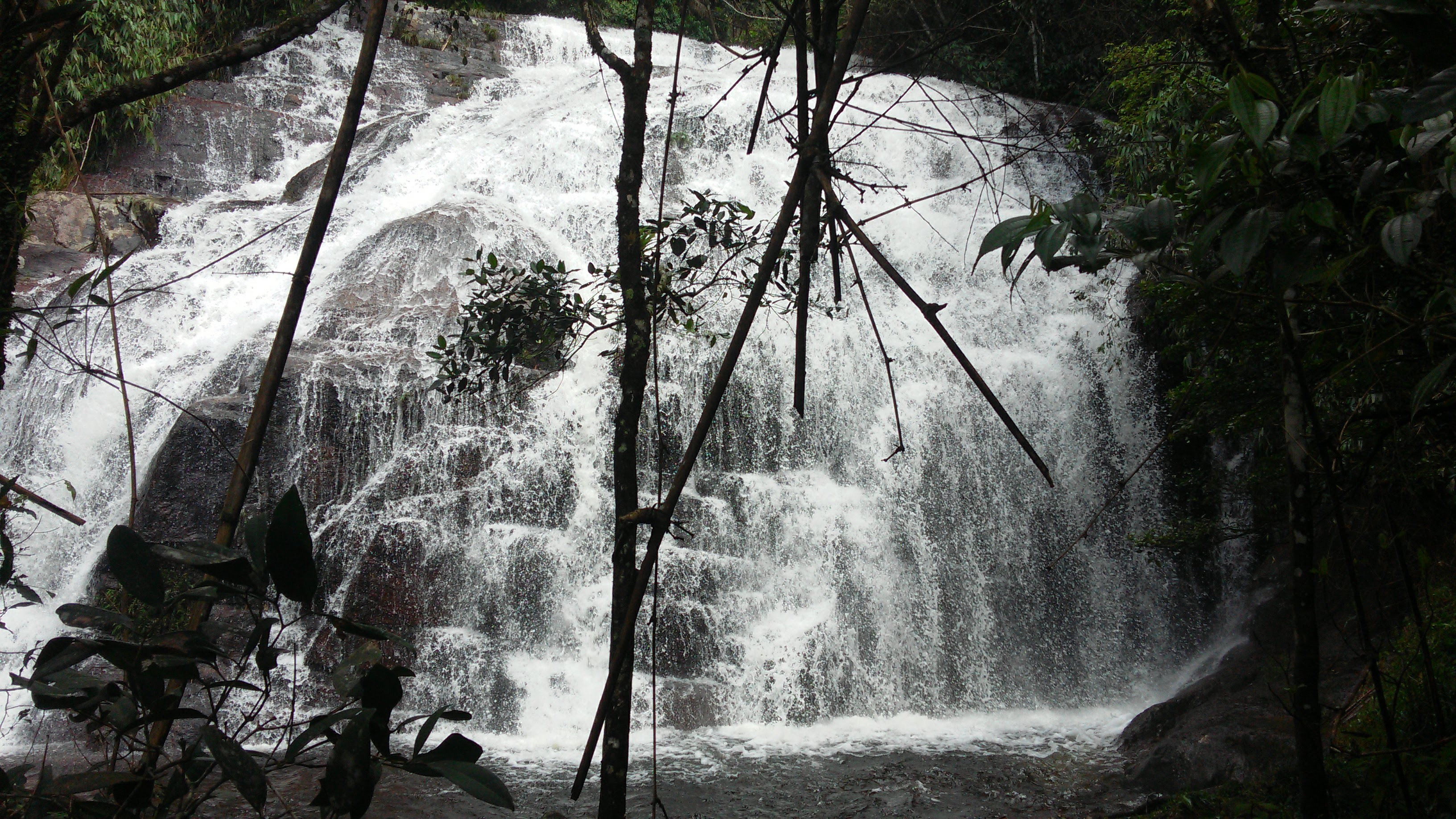
Cachoeira do Arco-Íris

### Turismo
O clima de montanha e a proximidade da Mata Atlântica primária associados a abundância de águas cristalinas que nascem nos picos do Caparaó capixaba, atrai não só visitantes, mas principalmente nas últimas décadas, novos moradores em busca de paz e contato com a natureza. Patrimônio da Penha conta com excelentes pousadas, hospedagens, campings, restaurantes, bares, lanchonetes e cafeterias. Umas das principais atrações é conhecer as cachoeiras bem próximas da vila, de onde se destacam a Cachoeira da Vó Tuti, Poço do Beija Flor, Cachoeira do Arco-íris, Cachoeira da Purificação etc. Além disso, os festivais de música variada são imperdíveis, como o Penha Roots, Festival Caparaó de Jazz e Blues, Festival Holístico etc.

### Cultura
A diversidade religiosa é outra coisa que chama atenção na comunidade, que tem cerca de 500 habitantes. Além da tradicional igreja católica na praça, encontramos várias igrejas evangélicas e, subindo a trilha das cachoeiras, após 40 minutos de caminhada, se chega ao Portal do Céu onde funciona no meio da mata, a primeira igreja do Santo Daime do Espírito Santo. 

### Comércio
Apesar de pequena, a vila possui supermercado, mercearia, farmácias e padaria. Na praça, aos sábados, acontece uma feira com produtos locais, verduras, legumes, produtos artesanais, e é possível degustar iguarias, como o pastel de carne de jaca e também o de taioba.